# Van Lanschot Kempen
Van Lanschot Kempen NV is de oudste onafhankelijke financiële instelling van Nederland, met een geschiedenis die teruggaat tot 1737. Van Lanschot Kempen positioneert zich als een gespecialiseerde wealth manager, die zich richt op behoud en opbouw van vermogen, op een duurzame manier, voor particuliere en institutionele klanten.
Van Lanschot Kempen NV is sinds 1999 genoteerd aan de Amsterdamse effectenbeurs. Het aandeel werd in 2016 opgenomen in de AScX Index en in 2023 in de AMX Index en de AEX ESG Index.

## Activiteiten
Van Lanschot Kempen verleent diensten op het gebied van private banking, investment management en investment banking:
- Private banking: Van Lanschot Kempen onderscheidt zes doelgroepen: vermogende particulieren, starters op de vermogensmarkt, ondernemers & familiebedrijven, business professionals & executives, healthcare professionals en verenigingen & stichtingen
- Investment management: Investment Management richt zich op een aantal beleggingsstrategieën, zoals small caps, vastgoed, hoogdividendaandelen, vastrentende beleggingen en fund of hedge funds. Daarnaast biedt Investment Management met fiduciair vermogensbeheer totaaloplossingen voor institutionele klanten.
- Investment banking: Dit onderdeel biedt gespecialiseerde diensten als aandelenresearch en –handel, begeleiding van fusies en overnames, kapitaalmarkttransacties en financieringsadvies. Investment Banking volgt een nichestrategie en is actief in Europees vastgoed, Life Sciences & Healthcare en Benelux Corporates.

Daarnaast biedt Evi van Lanschot sinds 2013 online diensten (beleggen en sparen) voor de jongere generatie en voor mensen die bewust kiezen voor online-dienstverlening.
Belangrijkste dochterondernemingen:
- Mercier Van Lanschot[6]
- Van Lanschot Kempen (Schweiz) AG[7]

Vanaf 1 oktober 2021 is Maarten Edixhoven de bestuursvoorzitter.

## Geschiedenis

### Algemeen

#### 1737: Ontstaan
De officiële geschiedenis van F. van Lanschot Bankiers N.V. begon op 22 juli 1737, toen Cornelis van Lanschot zijn eerste inkopen boekte in zijn 'Ontfangboek' voor zijn handel in koloniale waren. Sinds Vlaer & Kol (1692) in 1977 opging in ABN AMRO, is Van Lanschot de laatste onafhankelijke oudste bank in Nederland. Het historisch archief van de familie en onderneming Van Lanschot bevindt zich in het Brabants Historisch Informatie Centrum (BHIC) in 's-Hertogenbosch.

#### 1821: Het Lanschotje

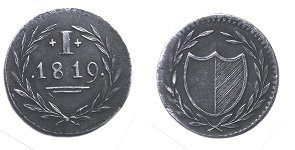
Voor- en achterzijde van de pasmunt het Lanschotje

Na de vereniging met België en het uitroepen van het Koninkrijk der Nederlanden in 1815 moest een nieuwe regeling tot stand komen van het muntwezen. De grote aanmunting die was gepland, kwam echter pas goed op gang in 1821/1822. Hierdoor was er een tekort aan pasmunten (kleingeld). Verschillende lieden, meestal handelaren, zochten naar een tijdelijke oplossing door buiten de overheid om zelf pasmuntjes in omloop te brengen. Zij bestelden grote hoeveelheden koperen muntjes in Duitsland en haalden ze naar het Koninkrijk. De Utrechtse kruidenier Bleyenstein kwam hier als eerste mee op de markt. Ook door firmant Franciscus van Lanschot zou dit pasmuntje in omloop zijn gebracht. Het muntje kreeg verschillende bijnamen: het Lanschotje, de Bossche duit of Bleyensteinse duit.

#### 1990: Einde onafhankelijk familiebedrijf
Na ruim tweeënhalve eeuw geopereerd te hebben als onafhankelijk familiebedrijf, kwam hier in de jaren 90 een eind aan. Onder leiding van bestuursvoorzitter Jan Cees van Lanschot, sinds 1969 als de achtste generatie aan het hoofd van de familiebank, streefde de bank naar meer openheid. Zo verdwenen langzaam de familieleden uit het bankbestuur, en startte de bank in 1978 met de publicatie van jaarcijfers. 
Verder werden er in de jaren 70 buitenstaanders bij de financiering betrokken, zoals het Britse NatWest dat in 1973 een deel van de aandelen (25% of 40%) in handen kreeg. In 1991 overleed bestuursvoorzitter Jan Cees van Lanschot. Na zijn overlijden werd hij opgevolgd door de toenmalig vicevoorzitter Bert Heemskerk, het eerste niet-lid van de familie dat deze rol zou vervullen. De familie Van Lanschot bleef nog wel vertegenwoordigd in de Raad van Commissarissen. Het onafhankelijk bestaan van Van Lanschot liep ten einde in 1990, doordat NatWest haar belang in de bank naar 80% uitbreidde.

#### 1999: Beursnotering
Het aandeel is sinds 1999 genoteerd aan de Euronext Amsterdam. Zo wilde het bedrijf een verbetering van de toegang tot de kapitaalmarkt en vergroting van de naamsbekendheid bereiken. Daarnaast wilde Van Lanschot door verbreding van de aandeelhoudersbasis haar zelfstandige en onafhankelijke positie benadrukken. De beursgang vormde ook het sluitstuk van de verandering van de aandeelhoudersstructuur die in 1994 plaatsvond.

#### 2009: Zorgplicht
In 2009 was Van Lanschot de eerste grote vermogensbeheerder in Nederland die de distributievergoeding van fondsaanbieders door ging geven aan haar klanten. Om de vergoedingssystematiek zo transparant mogelijk te maken, werd het verdienmodel uitsluitend gebaseerd op de vergoeding die de klant de bank voor zijn adviezen en het vermogensbeheer betaalt. Volgens de bank wordt daarmee de onafhankelijkheid ten opzichte van de fondsaanbieders onderstreept.
In februari 2013 kwamen een aantal banken, waaronder Van Lanschot, en de AFM overeen dat per 1 januari 2014 geen distributievergoedingen van fondsbeheerders meer zouden worden ontvangen. Doordat klanten direct gaan betalen voor de dienstverlening van de bank wordt deze dienstverlening aan de klant onafhankelijker en transparanter. Hierbij maken de banken geen onderscheid naar vorm van dienstverlening. Dit betekent dat zij geen distributievergoedingen van fondsbeheerders meer ontvangen bij vermogensbeheer, adviesdienstverlening en execution only.
Bij het gerechtshof te Den Bosch leed Van Lanschot in maart 2014 een gevoelige nederlaag wegens het verzaken van de zorgplicht jegens een vermogende klant.

#### 2013: Heroriëntatie strategie
In mei 2013 presenteerde Van Lanschot de uitkomsten van een strategische heroriëntatie. De bank koos daarin voor een versterkte positionering als onafhankelijke, gespecialiseerde wealth manager, gericht op de opbouw en het behoud van vermogen. Private Banking, Asset Management en Merchant Banking zijn gedefinieerd als kernactiviteiten, terwijl een vierde bedrijfsonderdeel, de Corporate Bank, verantwoordelijk is voor de afbouw van de zakelijke kredietportefeuille. Grootaandeelhouder Delta Lloyd stond achter de conclusies van de strategische heroriëntatie. De uitvoering van de strategie verliep volgens plan.
In 2013 werd Karl Guha bestuursvoorzitter. Hij verving Floris Deckers. Zijn komst naar Van Lanschot leidde tot tumult vanwege zijn beloning. Hij ontving € 750.000 tekengeld (Golden Hello) ter compensatie van rechten die hij bij zijn vorige werkgever UniCredit had opgebouwd, maar door zijn overstap waren vervallen. Verder werd zijn basissalaris € 750.000 per jaar; zijn voorganger kreeg € 650.000. Daar stond tegenover dat Guha een minder hoge bonus kon behalen. In april 2013 stelde Follow the Money dat de bank de Corporate Governance Code omzeilde. Naast zijn jaarsalaris van € 650.000 bleef Deckers ook nog een halfjaar op de loonlijst staan. Vanaf juli 2013 bleef hij als adviseur verbonden aan het bedrijf, hetgeen hem nog eens € 75.000 opleverde. De code schreef een vertrekpremie voor van maximaal één jaarsalaris. Van Lanschot stelde in haar jaarverslag 2012 dat zij zich hield aan de Corporate Governance Code (maximaal een jaarsalaris bij vertrek); zij neemt de contractuele opzegtermijn van zes maanden in acht (1 januari-1 juli 2013).
In oktober 2013 zette Van Lanschot met het nieuwe concept Evi van Lanschot (platform voor online sparen en beleggen) de stap naar de starters op de vermogensmarkt. Evi werd ook als online spaarplatform in België geïntroduceerd en in februari 2016 uitgebreid met beleggen. Bestaande en nieuwe klanten in Nederland en België reageerden enthousiast; bij de publicatie van de jaarcijfers 2014 deelde Van Lanschot mee dat Evi meer dan € 1 miljard aan gespaard en belegd vermogen in Nederland en België beheert en dat Evi aanslaat bij een jongere doelgroep.

#### 2018: Beëindiging rekeningen van klanten met te weinig vermogen
In juli 2018 liet Van Lanschot weten alle rekeningen op te zullen heffen van particulieren die niet voldoende belegbaar vermogen hebben of dit niet bij de bank willen beleggen. Zij kregen dit per brief te horen, ook klanten die eerder zelf door Van Lanschot waren geworven. Van Lanschot zei "met betalingsverkeer en sparen het verschil niet te kunnen maken". Klanten met geen of te weinig vermogen bij Van Lanschot konden dit aanvullen tot 500.000 euro en zich daarmee ‘kwalificeren’ voor de private banking-dienstverlening, of een beleggingsrekening nemen bij Evi, eventueel in combinatie met sparen. De algemene voorwaarden staan het Van Lanschot toe om klantrelaties te beëindigen, maar niettemin voelden sommigen zich "bij het oud vuil gezet" door een "arrogante bank".

#### 2023: Robeco
Robeco en Van Lanschot Kempen communiceerden in januari 2023 dat van Robeco's particuliere en MKB-klanten met een Robecorekening, deze in 2023 ging worden overgebracht naar Evi. De Robecofondsen bleven gewoon bestaan, alleen de beleggingsrekening werd dat jaar bij Evi ondergebracht.

### Overnames

#### Vermeer & Co
In 1959 verwierf Van Lanschot een belang van 75% in Vermeer & Co. De uit 1839 stammende Amsterdamse bank ging in 1972 volledig op in Van Lanschot.

#### Staal & Co / Staalbankiers
In 1966 werd het Haagse Staal & Co enige tijd bij Van Lanschot ingelijfd, tot het tien jaar later in 1978 werd overgedaan aan Vendex. Van Lanschot kondigde in juli 2016 de overname van de private banking-activiteiten van Staalbankiers aan. Naast de klantrelaties kwam hiermee 1,7 miljard euro aan beheerd vermogen, 280 miljoen euro aan spaargelden en enig effectenkrediet over. Verder traden 25 private bankers en beleggingsspecialisten van Staalbankiers in dienst bij Van Lanschot. De hypotheekportefeuille en de activiteiten van de overige 35 medewerkers van Staalbankiers bleven bij Achmea achter. De overnamesom van 16 miljoen euro kon hoger of lager uitvallen, afhankelijk van hoe veel beheerd vermogen daadwerkelijk over zou komen naar Van Lanschot.

#### CenE Bankiers
In 2004 nam Van Lanschot CenE Bankiers (een gespecialiseerde bank voor de gezondheidszorg) over van ING Groep NV. Met deze overname versterkte Van Lanschot haar positie als bank voor de vermogende particulier en het familiebedrijf. De koopprijs was circa € 250 miljoen, waarvan ongeveer € 82 miljoen goodwill.

#### Kempen & Co
Op 7 september 2006 deed Van Lanschot een bod op Kempen & Co. Doel van de overname was de positie voor de doelgroepen vermogende particulieren, institutionele beleggers, ondernemingen en ondernemers verder te versterken. Van Lanschot bood € 300 miljoen voor Kempen, waarvan € 190 miljoen in contanten en de rest in aandelen Van Lanschot. De bank wilde ook voor € 70 miljoen nieuwe aandelen emitteren. Het personeel van Kempen had circa 40% van de aandelen Kempen & Co in handen; de rest was vrijwel geheel in bezit van Friesland Bank, HAL Investments en NPM Capital. Het Kempen-personeel zou zijn aandelen omzetten in aandelen van het beursgenoteerde Van Lanschot en deze aandelen drie jaar vasthouden. Van Lanschot was groter dan Kempen, het had in 2005 baten van € 486 miljoen, een winst van € 152 miljoen en 2.300 werknemers. De vergelijkbare cijfers van Kempen & Co kwamen uit op € 96,4 miljoen, de winst op € 23,6 miljoen en 300 medewerkers. Door de overname verdubbelde het beheerd vermogen van Van Lanschot tot ruim € 12 miljard. Asset Management en Merchant Banking (Corporate Finance en Securities) zijn actief onder de merknaam Kempen & Co.

#### UBS
In juni 2017 nam Van Lanschot Kempen de klanten en het personeel over van de wealth managementactiviteiten van UBS. Deze afdeling van UBS in Nederland heeft een beheerd vermogen van € 2,6 miljard. De overnamesom bedroeg € 28 miljoen, maar kan nog wijzigen, afhankelijk van het definitieve vermogen dat overkomt naar Van Lanschot Kempen. Met deze transactie versterkt de bank haar aanwezigheid in het topsegment van de private banking markt.

#### Hof Hoorneman Bankiers
Begin 2021 heeft Van Lanschot Kempen Hof Hoorneman Bankiers overgenomen. Dit is een volgende stap in de uitvoering van haar groeistrategie. Hof Hoorneman is een Nederlandse wealth manager met ongeveer € 2,0 miljard aan client assets. Haar kernactiviteiten omvatten private banking, online vermogensbeheer en settlement only-diensten.

#### Mercier Vanderlinden
In 2021 hebben Van Lanschot Kempen en wealth manager Mercier Vanderlinden hun krachten gebundeld op de Belgische wealth management markt. Mercier Vanderlinden heeft ongeveer € 3,8 miljard aan assets onder management.

## Resultaten
| Jaar | Totale baten | Bedrijfs- resultaat vóór belasting | Krediet- voorzieningen* | Netto- resultaat | Balans- totaal | RWA      | Beurswaarde (per jaareinde) | Werknemers (× fte) |
| ---- | ------------ | ---------------------------------- | ----------------------- | ---------------- | -------------- | -------- | --------------------------- | ------------------ |
| 2007 | € 648        | € 233                              | € 1                     | € 215            | € 21.719       | € 13.600 | € 2,6 miljard               | 2473               |
| 2008 | € 494        | € 21                               | € 20                    | € 30             | € 20.692       | € 14.000 | € 1,8 miljard               | 2241               |
| 2009 | € 568        | € −36                              | € 113                   | € −16            | € 21.265       | € 13.915 | € 1,4 miljard               | 2050               |
| 2010 | € 631        | € 88                               | € 87                    | € 67             | € 20.325       | € 11.752 | € 1,2 miljard               | 2043               |
| 2011 | € 552        | € 47                               | € 61                    | € 43             | € 18.454       | € 11.000 | € 0,9 miljard               | 2009               |
| 2012 | € 541        | € −165                             | € 113                   | € −147           | € 17.941       | € 10.535 | € 0,6 miljard               | 1862               |
| 2013 | € 551        | € 37                               | € 102                   | € 34             | € 17.670       | € 9.003  | € 0,7 miljard               | 1808               |
| 2014 | € 547        | € 134*                             | € 76                    | € 54**           | € 17.259       | € 7.356  | € 0,7 miljard               | 1712               |
| 2015 | € 521        | € 54*                              | € 51                    | € 60**           | € 15.496       | € 6.431  | € 0,8 miljard               | 1666               |
| 2016 | € 482        | € 109                              | € −7                    | € 70             | € 14.881       | € 5.623  | € 0,8 miljard               | 1670               |
| 2017 | € 515        | € 150                              | € −12                   | € 95             | € 14.659       | € 4.979  | € 1,1 miljard               | 1658               |
| 2018 | € 499        | € 134                              | € −13                   | € 80             | € 13.980       | € 4.580  | € 0,8 miljard               | 1621               |
| 2019 | € 509        | € 140                              | € −13                   | € 98             | € 14.319       | € 4.205  |                             | 1560               |
| 2020 | € 434        | € 62                               | € 2                     | € 50             | € 15.149       | € 4.195  |                             | 1564               |
| 2021 | € 595        | € 208                              | € −12                   | € 144            | € 16.307       | € 3.927  |                             | 1654               |
| 2022 | € 600        | € 169                              | € −8                    | € 84             | € 17.018       | € 4.272  |                             | 1780               |
| 2023 | € 663        | € 186                              | € 2                     | € 125            | € 16.836       | € 4.409  |                             | 1904               |
| 2024 | € 717        | € 219                              | € −1                    | € 142            | € 16.983       | € 4.466  |                             | 2018               |

Kredietvoorzieningen: *een min-teken betekent een vrijval van de voorziening.

2014: *inclusief eenmalige pensioenbate; **exclusief eenmalige pensioenbate

2015: *inclusief eenmalige last door verkoop van non-performing vastgoedleningen; **exclusief eenmalige last door non-performing vastgoedleningen

## Aandeelhouders
Vrijwel alle geplaatste aandelen worden gehouden door Stichting Administratiekantoor van gewone aandelen A Van Lanschot Kempen. Deze stichting heeft daartegenover certificaten van aandelen uitgegeven die zijn genoteerd op de officiële markt van Euronext Amsterdam.
Per november 2021 waren de drie belangrijkste aandeelhouders: de familie Van Lanschot (9,7%), Romij (8,6%) en Janus Henderson (5,6%).
Om zijn financiële positie te verstevigen heeft Delta Lloyd medio 2016 het belang van 11,3 miljoen aandelencertificaten verkocht voor bijna € 200 miljoen. Nieuwe aandeelhouders werden Reggeborgh Invest, Invesco, FMR en Janus Henderson. Begin september 2017 verkocht Rabobank zijn aandelenbelang. Rabo had het belang in Van Lanschot verkregen door haar overname van Friesland Bank in 2012.
Begin maart 2025 meldde ING de koop van een aandelenpakket van 17,6% in Van Lanschot Kempen. Het belang wordt overgenomen van Reggeborgh Groep. ING had al 2,7% van de aandelen in handen, waardoor het belang uitkomt op 20,3%. De transactie vindt in twee tranches plaats, ING neemt direct 7,2% van de aandelen over en het resterende belang na goedkeuring door de toezichthouder.

## Kantoren
In Nederland heeft Van Lanschot vierentwintig kantoren en klantontvangstlocaties, in de meeste grote steden. Ze zijn overwegend gevestigd in monumentale panden. In België zijn er negen kantoren, acht in Vlaanderen en sinds 2016 een in Wallonië. Verder heeft de bank twee kantoren in Zwitserland. Het statutaire hoofdkantoor van Van Lanschot Kempen is sinds het einde van de jaren zestig van de twintigste eeuw gelegen aan de Hooge Steenweg 29 in de binnenstad van 's-Hertogenbosch. De meeste hoofdkantoormedewerkers in ’s-Hertogenbosch werken in de Van Lanschot-toren in de wijk Paleiskwartier, het grootste deel van de hoofdkantoormedewerkers werkt in het World Trade Center in Amsterdam.

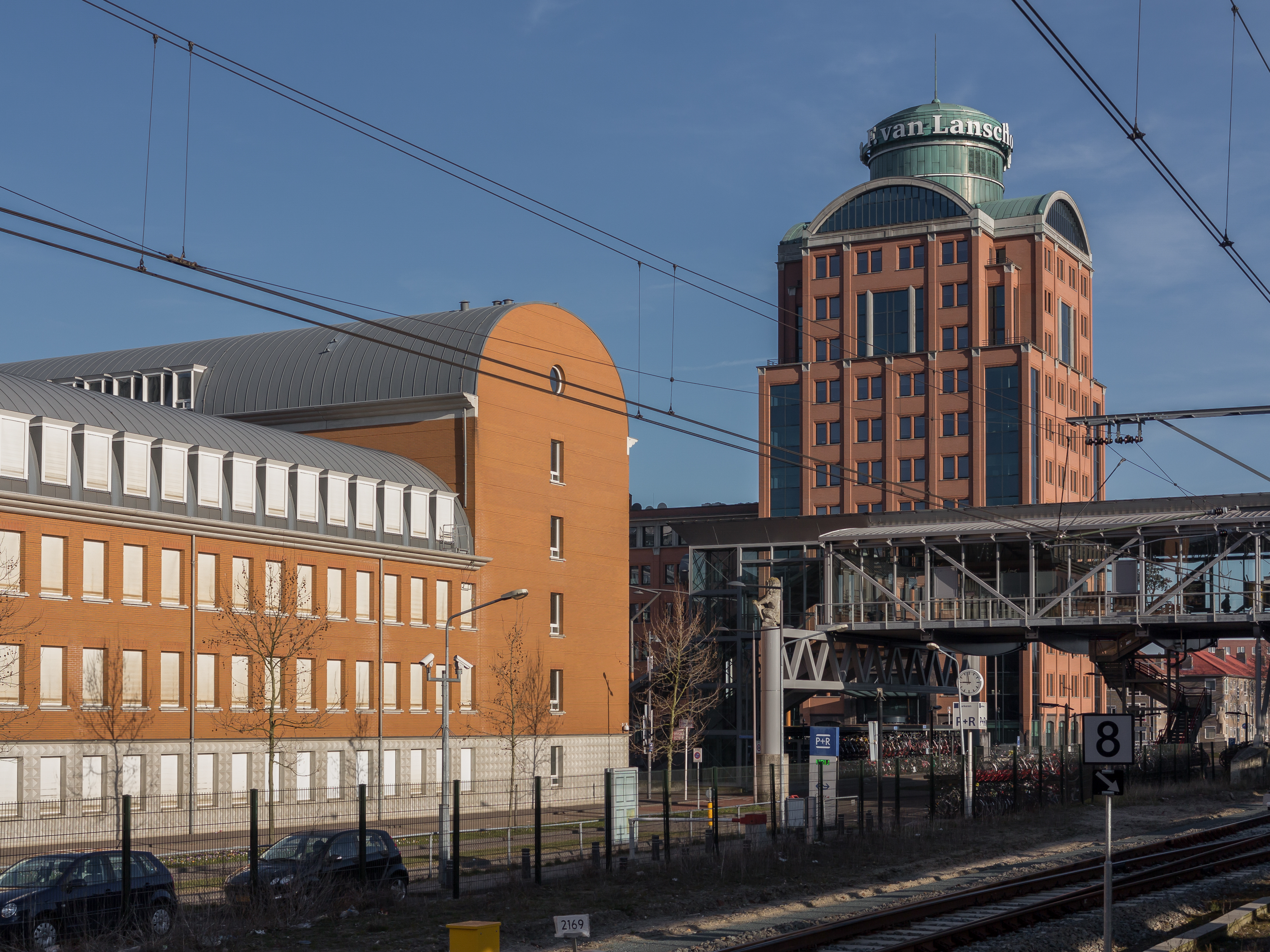
Paleiskwartier Leonardo da Vinciplein 60, 's-Hertogenbosch
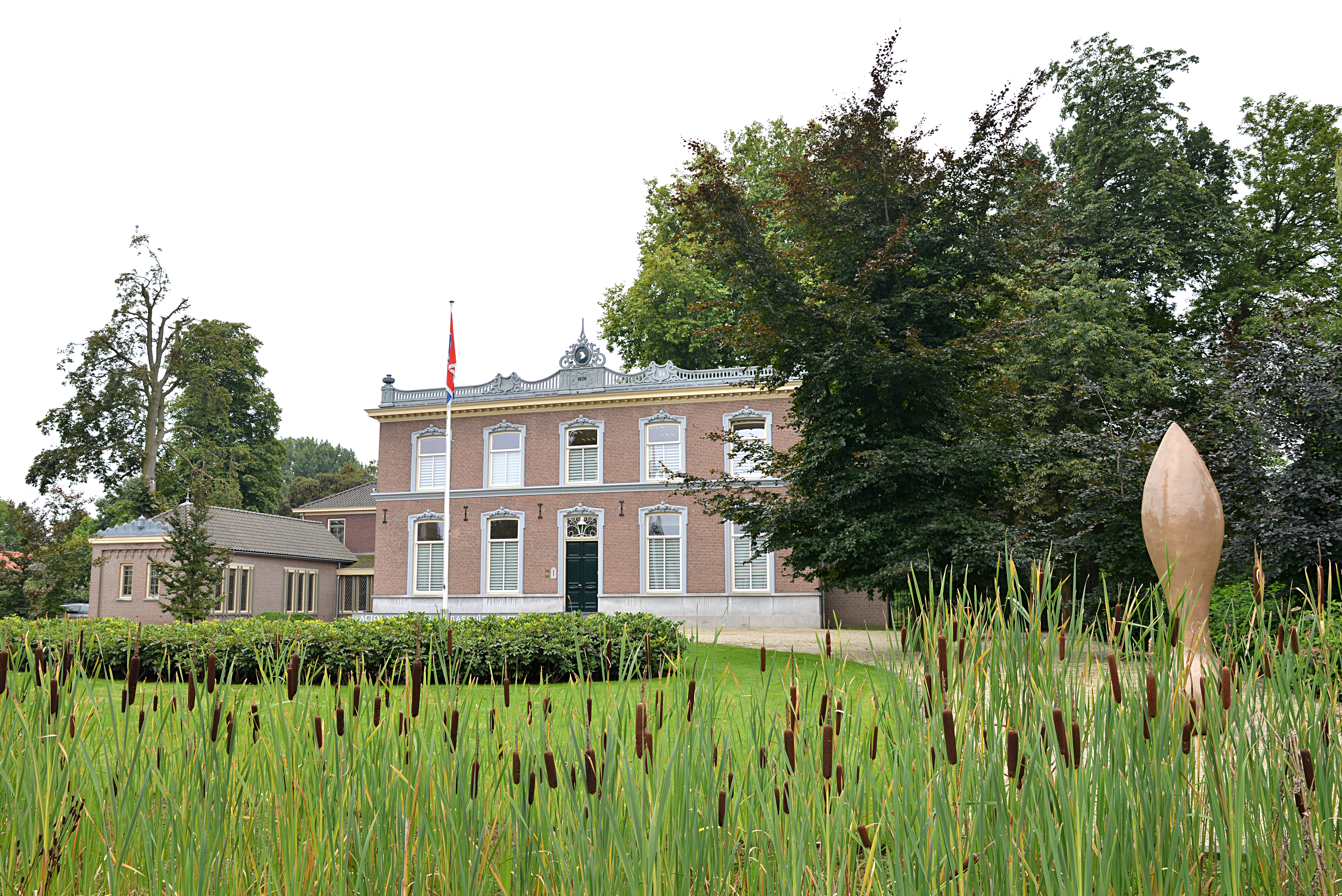
Klondike, Hoogstraat 8, Veghel
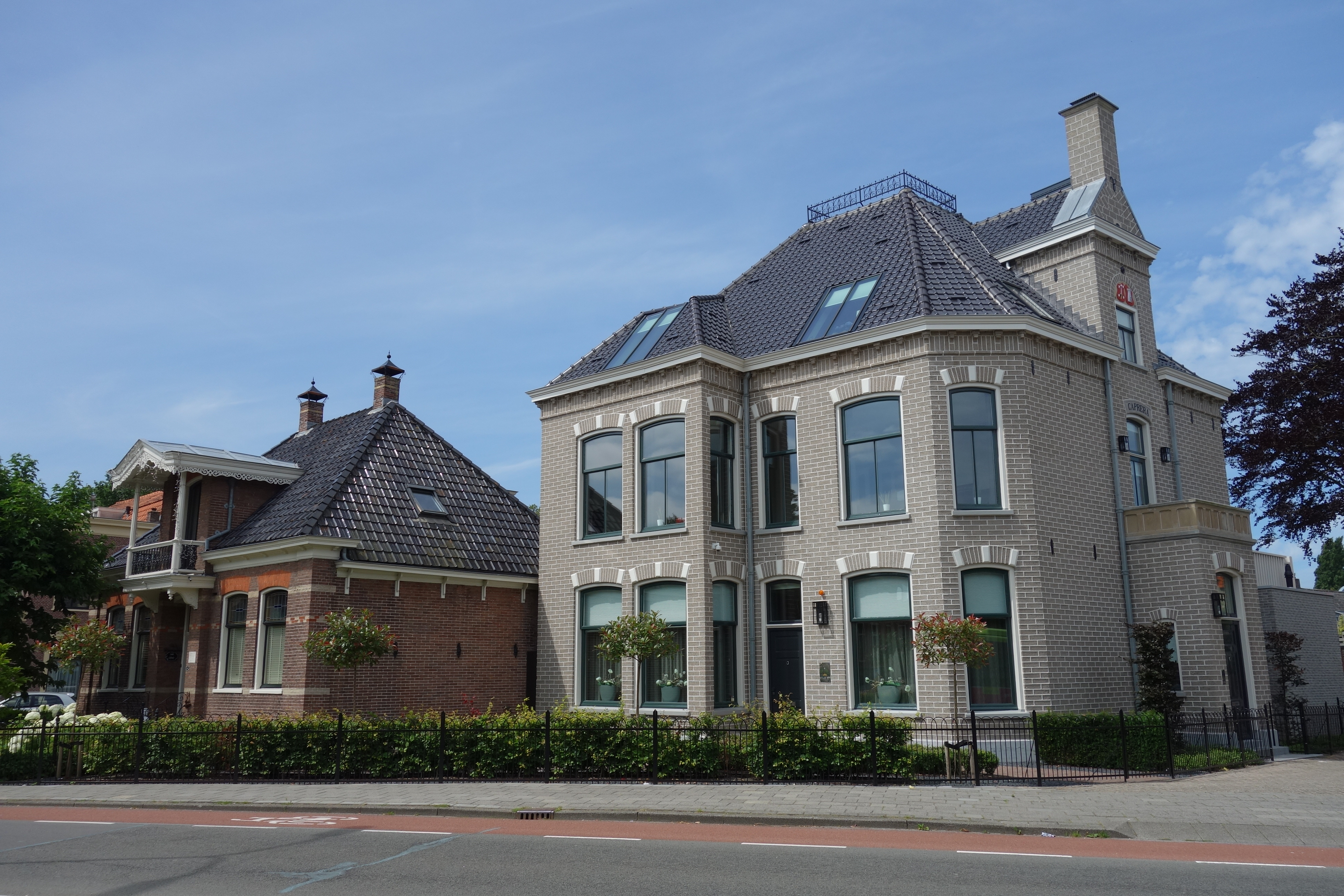
Kennemersingel 1A, Alkmaar
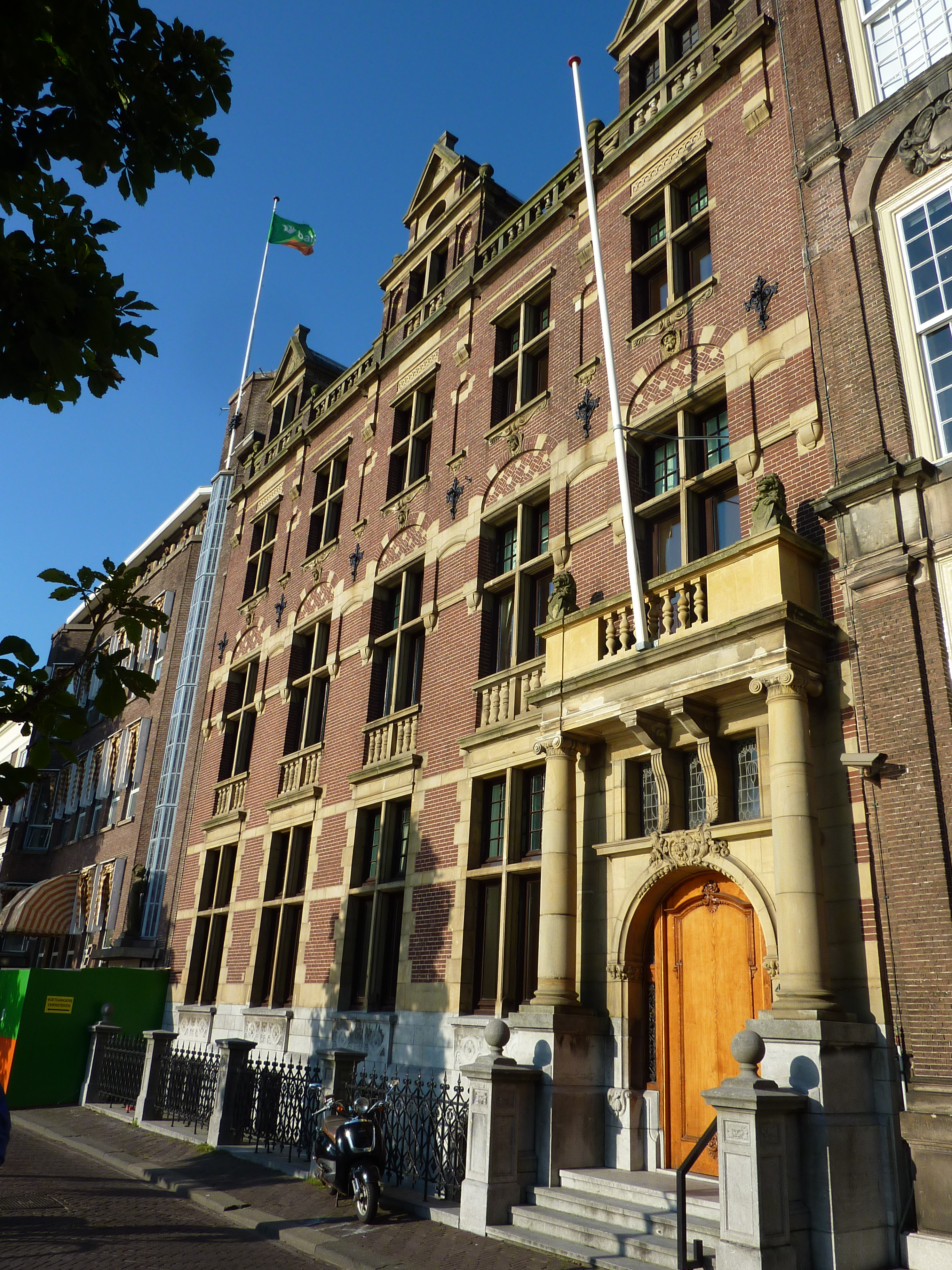
Korte Vijverberg 4, Den Haag

## Donaties en sponsoring
Ter ere van het 225-jarig bestaan van de bank deed Van Lanschot in 1962 een donatie van 15.000 gulden voor de bouw van een kleuterdagverblijf. Van Lanschot Kempen sponsort diverse musea in Nederland, waaronder sinds 1 januari 2015 het Van Gogh Museum. In 2015 heeft Van Lanschot Kempen de Van Lanschot Kempen Kunstprijs in het leven geroepen, die tot en met 2020 jaarlijks werd uitgereikt aan een hedendaagse kunstenaar. Daarnaast is Van Lanschot Kempen sinds 2018 hoofdsponsor van Het Koninklijk Concertgebouw in Amsterdam. Van Lanschot Kempen is ook hoofdpartner van Stichting StukjeNatuur, dat zich inzet voor klimaatbestendige natuurontwikkeling in Nederland. 

## Het wapen van de familie en de firma Van Lanschot

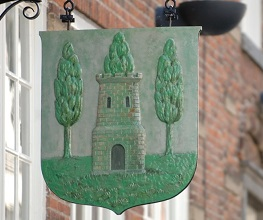
(Deel van) het wapen van Van Lanschot

Het wapen werd in de zeventiende eeuw al gebruikt door de familie Van Lanschot. Op een zilver en groen dekkleed zijn drie groene bomen afgebeeld. Voor de middelste boom staat een rode burcht. De burcht kan ontleend zijn aan het wapen van de familie Van Buerstede. De wapenspreuk luidt: 'Exaltabor in terra' - Ik zal verhoogd worden op de aarde. Het geslacht Van Lanschot kwam vanaf de vijftiende eeuw in Zundert voor. De naam is afgeleid van een langwerpig stuk land of 'lang schot', gelegen bij Achtmaal onder Zundert.
Aalberts · Air France-KLM · Allfunds · Aperam · ARCADIS · BAM Groep · Basic-Fit · Corbion · CTP · CVC Capital ·  Eurocommercial Properties · Fagron · Fugro · Galapagos · Heijmans · InPost · JDE Peet's · Just Eat Takeaway · OCI · SBM Offshore · Signify · TKH Group · Van Lanschot Kempen · Vopak · WDP